# Tyndall Centre
Le Tyndall Centre for Climate Change Research est une organisation basée au Royaume-Uni qui rassemble des scientifiques, des économistes, des ingénieurs et des spécialistes des sciences sociales pour "rechercher, évaluer et communiquer dans une perspective transdisciplinaire distincte, les options d'atténuation et les nécessités de s'adapter au dérèglement climatique actuel, et les intégrer dans les contextes mondial, britannique et local du développement durable ».

## Historique
Le centre, nommé d'après le physicien irlandais du XIXe siècle John Tyndall et fondé en 2000, compte parmi ses principaux partenaires l'Université d'East Anglia, l'Université de Cardiff, l'Université de Manchester et l'Université de Newcastle upon Tyne. L'Université Fudan a rejoint le partenariat du Tyndall Center en 2011.
Le centre Tyndall a son siège, avec la unité de recherche climatique, dans le bâtiment Hubert Lamb de l'Université d'East Anglia. Son directeur est le professeur Robert Nicholls de l'Université d'East Anglia et ancien de l'Université de Southampton. Les anciens directeurs du Tyndall Center comprennent Corinne Le Quéré et le professeur Robert Watson, les directeurs par intérim Carly Mclachlan et le professeur Kevin Anderson, le professeur Andrew Watkinson et le professeur John Schellnhuber. Le directeur fondateur est le professeur Mike Hulme. Asher Minns est directeur exécutif.